# Palmetto (Nevada)
Koordinaten: 37° 26′ 40″ N, 117° 41′ 42″ W
Palmetto ist eine Geisterstadt im Esmeralda County im Bundesstaat Nevada.

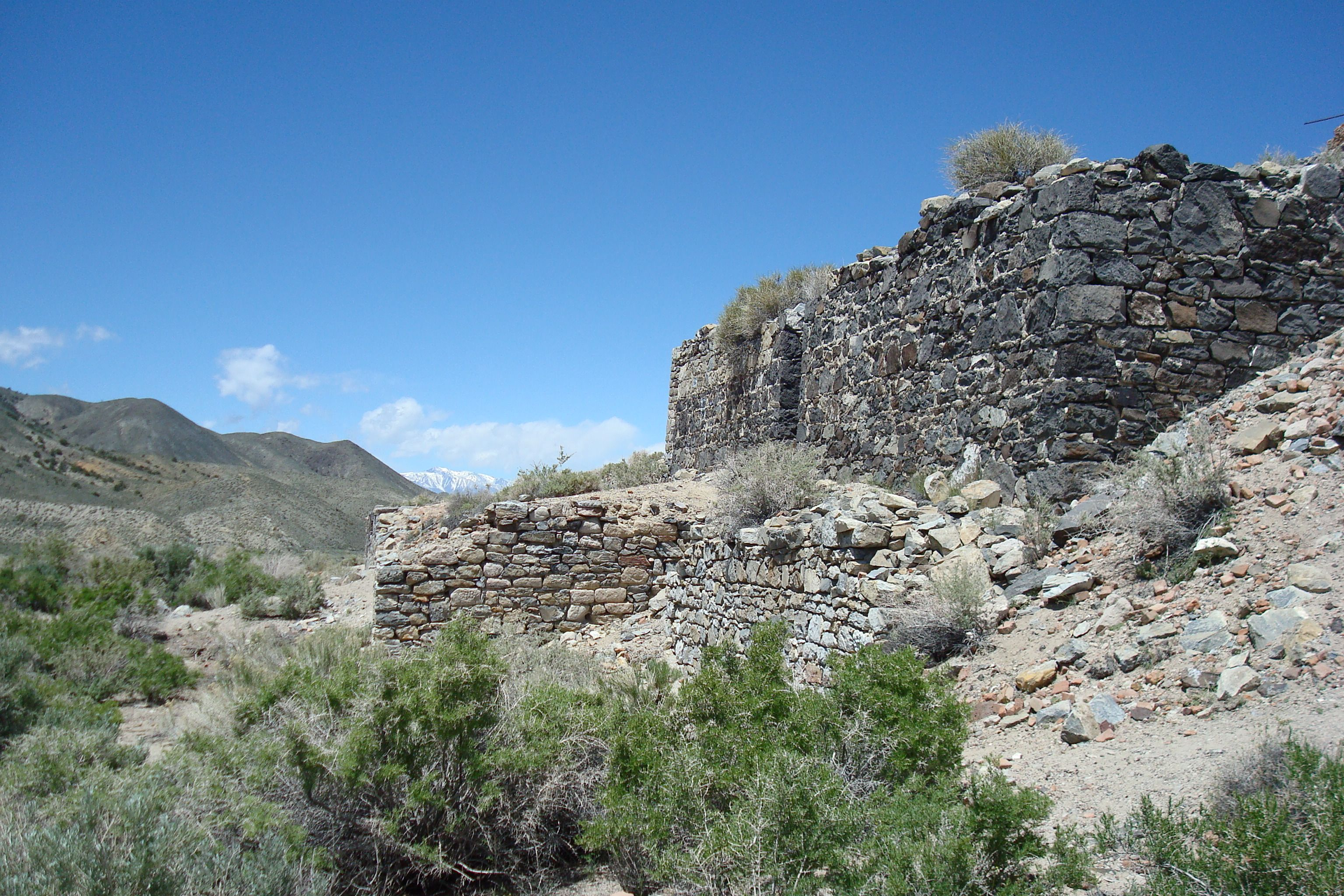
Blick von Palmetto auf die Sierra Nevada

## Lage
Etwas abseits der Nevada State Route 266 liegen am südwestlichen Abhang der Palmetto Mountains in Richtung des Fish Lake Valley die Überreste dieser Bergbausiedlung.

## Namensgebung
Da die in der Umgebung zahlreich zu findenden Josua-Palmlilien die ersten Siedler an Palmettopalmen erinnerten, benannten sie die Stadt und besondere Merkmale ihrer Umgebung Palmetto.

## Geschichte
Bereits 1866 entstand am Palmetto Wash eine Siedlung, die als lokales Zentrum der in der Umgebung gelegenen Silberminen galt. In diesem Jahr entstanden auch die heute noch sichtbaren Reste einer Erzmühle. Die Silbervorkommen erwiesen sich aber als weniger reich als an anderen Orten, so dass die Siedlung bis 1869 wieder aufgegeben wurde.
Die Entdeckung neuer Vorkommen im Jahr 1905 führte zu einem kurzen Wiederaufleben der Stadt, im Sommer 1906 lebten hier rund 200 Menschen. Der Boom war kurzlebig, bereits Ende 1906 setzte der Niedergang ein, als ein Großteil der Siedler in andere Orte der Umgebung – beispielsweise Blair – aufbrach.
Im Jahr 1920 erfolgte letztmals der Versuch der Errichtung einer Siedlung zur Ausbeutung der umliegenden Minen, dieser endete vor Ablauf des Jahres erfolglos.